# Within Our Gates
Within Our Gates (en español: Dentro de nuestras puertas o Tras nuestras puertas) es una película muda estadounidense de 1920 dirigida, producida y escrita por Oscar Micheaux. Es la película más antigua hecha por un director afroamericano que se conserva.
Después de presumirse perdida durante décadas, la película fue redescubierta en España en los años setenta. En 1992, la película fue considerada «cultural, histórica y estéticamente significativa» por la Biblioteca del Congreso de Estados Unidos y seleccionada para su preservación en el National Film Registry.

## La película
Within Our Gates fue la segunda de más de cuarenta películas dirigidas por Micheaux. Con un presupuesto limitado, Micheaux tuvo que usar trajes y accesorios prestados. No tuvo oportunidad de regrabar escenas.[cita requerida]
Cuando fue estrenada en 1920, la película reunió grandes audiencias en Chicago. Se proyectó en diferentes versiones recortadas por censores. Los críticos de la película temían que las escenas de violación y linchamiento desencadenaran violencia interracial en una ciudad todavía tensa de los disturbios de julio de 1919.
De las cuatro copias que se hicieron, la última fue llevada a España en la década de los 50 con el título La negra o La negressa. Adquirida por la Filmoteca Española en 1956, recién sería identificada por el historiador Thomas Cripps en 1979 y restaurada en 1993.